# 2019年智利APEC峰會
2019年智利APEC峰會原本在智利聖地亞哥舉行的亞太經濟合作組織（APEC）系列會議。這些會議的重點應放在數字經濟，區域連通性和婦女在經濟增長中的作用。
智利此前曾於2004年主辦過APEC會議。但由於持續的抗議活動，2019年峰會在10月30日被宣布取消。

## 外部連結
- 2019年智利APEC峰會的X（前Twitter）

| 前任者： 2018年巴布亞紐幾內亞APEC峰會 | APEC峰會 2019 | 繼任者： 2020年馬來西亞APEC峰會 |